# Mineral (Texas)
Mineral è una comunità non incorporata degli Stati Uniti d'America della contea di Bee nello Stato del Texas. Secondo il censimento effettuato nel 2000 abitavano nella comunità 50 persone. Anche se non è incorporata, possiede un ufficio postale; il suo Zoning Improvement Plan è 78125.

## Geografia
La comunità è situata a 28°32′55″N 97°54′15″W, ad un'altitudine di 335 piedi (102 m), 15 miglia a nord-ovest di Beeville, il capoluogo di contea.